# Andrea Pallaoro
Andrea Pallaoro (Trento, Italia, 6 de febrero de 1982) es un director de cine y guionista italiano.

## Carrera
Nacido en Trento, se trasladó a Los Ángeles, donde se graduó en dirección en el Instituto de las Artes de California y en el Hampshire College. Su primer trabajo fue el cortometraje Wunderkammer, con el que ganaría seis premios internacionales y por el que fue seleccionado para participar en más de cincuenta festivales, incluido el Festival de Cine de Sundance. 
Su debut en el mundo del largometraje fue Medeas, presentada en el Festival Internacional de Cine de Venecia de 2013.  
Ganó diferentes premios internacionales, incluido el de Mejor Director en el Festival de Cine de Marrakech, el Premio Sergej Parajanov por la visión poética en el Festival Internacional de Cine de Tbilisi, y el Nuevas Voces/Nuevas Visiones, en el Festival de Palm Springs. Entre el 2013 y el 2015, fue miembro del jurado de múltiples festivales, como la Mostra de Venecia, el Festival de Chicago, las negras noches de Tallin y el Festival de Cine Biografilm.
Hannah, su segunda película, es la primera de una trilogía centrada en el protagonismo femenino. Se presentó en la Mostra de Venecia y recibió numeroso premios, como el de la Copa Volpi a la mejor actriz para Charlotte Rampling, el de mejor fotografía en el Festival de Chicago y la nominación a uno de los Premios César a la mejor película extranjera.[cita requerida]

## Filmografía
- Wunderkammer (corto) (2008)
- Medeas (2013)
- Hannah (2017)
- Monica (2022)